# Diocesi di Borgå
La diocesi di Borgå o diocesi di Porvoo (in svedese Borgå stift, in finlandese Porvoon hiippakunta) è una speciale diocesi della chiesa evangelica luterana della Finlandia adibita ai fedeli di lingua svedese e presieduta dalla vescovo di Porvoo, che risiede nella cattedrale di Porvoo. Alla diocesi afferisce anche la parrocchia tedesca di Helsinki.
La cattedrale di Porvoo fu per due secoli la sede del vescovo di Viipuri che era divenuto esule dopo che la città era stata conquistata dalla Russia nel 1723. Nel 1923 il vescovo si trasferì a Tampere, e la cattedrale fu usata come sede di una nuova diocesi non territoriale ma etnica. La diocesi conta circa 217.000 membri. Per la sua natura le parrocchie diocesane sono sparse lungo tutte le coste finlandesi, oltre che comprendere integralmente le Åland. L'attuale vescovo di Porvoo è Bo-Göran Åstrand.

## Cronotassi dei vescovi
- Max von Bonsdorff, 1923–1954
- Georg Olof Rosenqvist, 1954–1961
- Karl-Erik Forssell, 1961–1970
- John Vikström, 1970–1982
- Erik Vikström, 1983–2006
- Gustav Björkstrand, 2006–2009
- Björn Vikström 2009–2019
- Bo-Göran Åstrand 2019–in carica